# Unia wileńsko-radomska

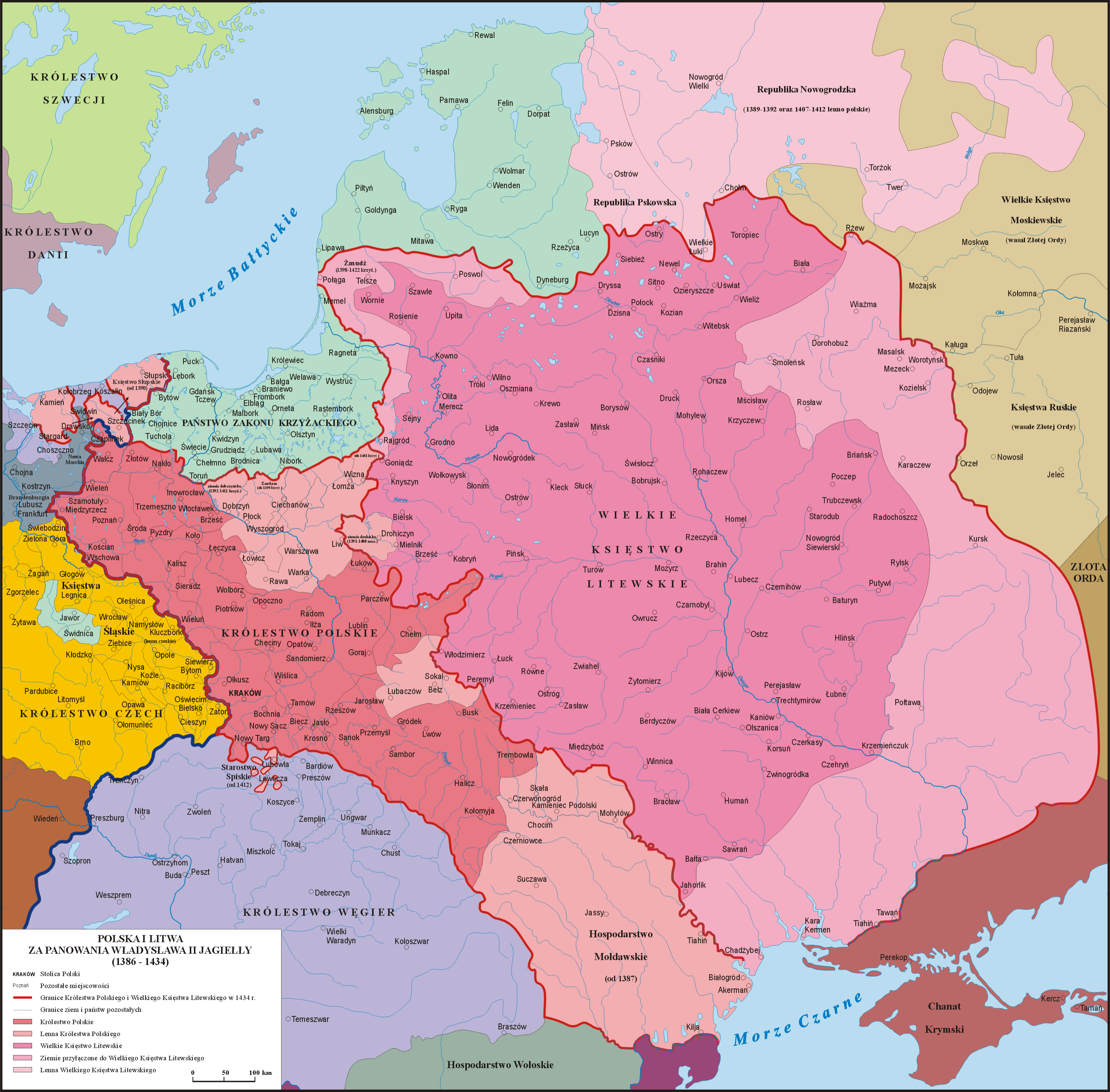
Państwo polsko-litewskie w latach 1386–1434

Unia wileńsko-radomska (1401) – porozumienie oddające dożywotnio rządy na Litwie Witoldowi Kiejstutowiczowi jako wielkiemu księciu z zachowaniem dla Władysława Jagiełły władzy zwierzchniej.

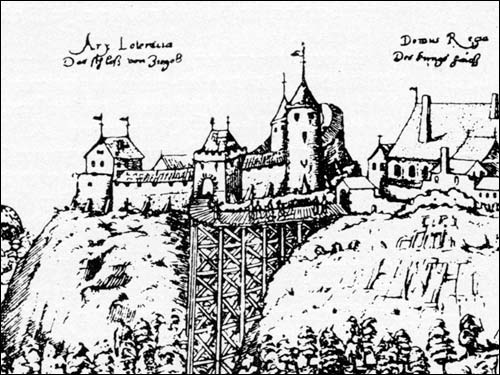
Stary Zamek w Grodnie

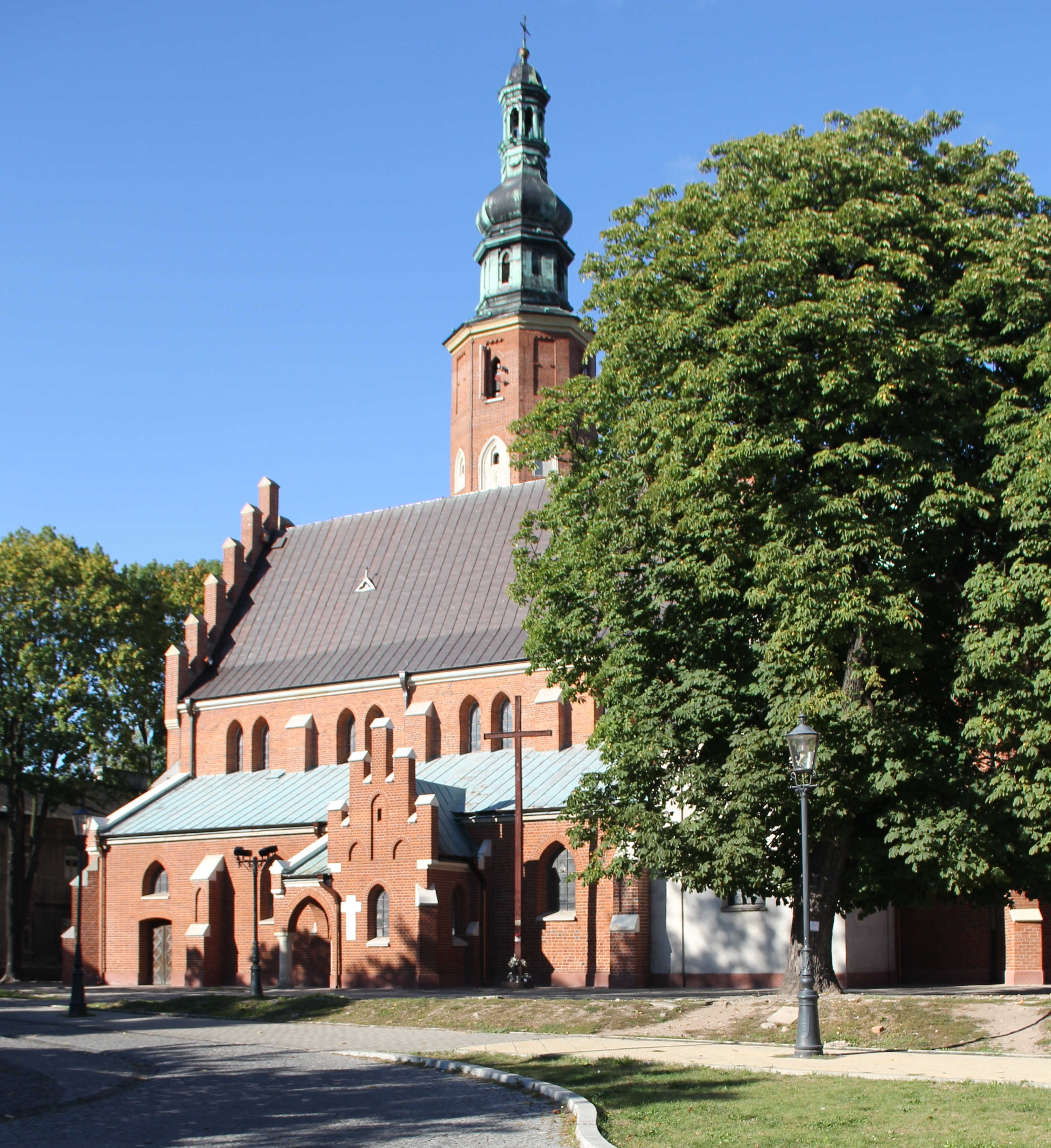
Kościół farny św. Jana Chrzciciela w Radomiu

## Przyczyny
Po klęsce w bitwie z Tatarami nad rzeką Worsklą w 1399 r. książę Witold postanowił zwrócić swoją ekspansję przeciwko Krzyżakom, z którymi był w sojuszu od 1398 roku. Jednak z braku środków i z powodu obaw przed roszczącym sobie prawa do tronu książęcego Świdrygiełłą potrzebował sojusznika, dlatego postanowił szukać zbliżenia z Polską, która także była skłonna do kompromisu, mimo prób prowadzenia przez Witolda polityki niezależnej od Korony i woli Władysława Jagiełły.

## Postanowienia
- W 1401 roku w Wilnie wielki książę Witold Kiejstutowicz wystawił dokument uznający zwierzchnictwo Jagiełły i Korony oraz zobowiązywał się wraz z bojarami litewskimi do przyłączenia ziem litewskich do Królestwa Polskiego.
- Witold Kiejstutowicz otrzymał dożywotnie rządy na Litwie jako wielki książę litewski (Magnus Dux Lithuaniae) z zachowaniem władzy zwierzchniej nad nim dla króla Władysława Jagiełły, uznanym najwyższym księciem Litwy (Supremus Dux Lithuaniae).
- Biorąc pod uwagę śmierć w 1399 roku królowej Jadwigi Andegaweńskiej i brak potomstwa z Władysławem II Jagiełłą, bojarzy litewscy zastrzegli, że w przypadku bezpotomnej śmierci króla wspólnie z panami polskimi wybiorą nowego monarchę. Tym samym unia nabierała charakteru unii personalnej, przy zachowaniu odrębności obydwu państw.
- Obie strony zobowiązały się do pomocy przy odpieraniu ataków wrogów. Inaczej niż w polityce zagranicznej, w sferze stosunków wewnętrznych pozostały niezależne.
- Potwierdzono postanowienia Unii z Krewa z 1385 roku.

Ustępstwo Polaków miało polegać na rezygnacji z aktu inkorporacji Wielkiego Księstwa na czas życia Witolda. Po raz pierwszy akty unii zostały wystawione nie tylko przez monarchów i panów polskich, lecz także przez bojarów litewskich.

## Akt podpisania
Negocjowanie warunków porozumienia rozpoczęto w grudniu 1400 roku w Grodnie, gdzie król Władysław podpisał pierwszy akt Unii, podpisanej następnie przez Witolda oraz osobno przez bojarów litewskich w Wilnie w styczniu 1401 roku i przez 49 panów polskich w Radomiu w dniu 18 marca 1401 roku.

## Skutki
Na mocy postanowień sojuszniczych wojska polskie wzięły udział po stronie litewskiej w walce z Krzyżakami w trakcie powstania na Żmudzi w latach 1401–1404 i prowadzonych w tym czasie najazdów na Litwę. Starcia te zakończył pokój w Raciążku z 1404 roku.